# Blattälchen
Blattälchen (Aphelenchoides) sind eine Gattung der Fadenwürmer (Nematoda). Die Arten leben teilweise parasitär von Pflanzen oder Pilzen und einige Arten sind gefürchtete Schädlinge für Kulturpflanzen.

## Beschreibung
Blattälchen werden zwischen 0,5 und 1,2 Millimeter lang und sind sehr schlank. Alle Arten die Gattung haben einen großen Metacorpus. Hintenliegende Lappen aus Drüsengewebe bedecken rückenseitig den Darmraum. Das Stylet (ein primitives Mundwerkzeug) ist schlank und mit kleinen Noppen versehen. Die rückenseitigen Drüsen öffnen sich knapp vor dem kontraktilen Organ in das Lumen des Ösophagus (Speiseröhre). Die bauchseitigen Drüsen öffnen sich hinter dem kontraktilen Organ in das Lumen des Ösophagus. Das Hinterende ist bei einigen Arten der Gattung stachelspitzig.

## Ernährung
Blattälchen leben endoparasitär in Laubblättern von Pflanzen, können sich bei einigen Pflanzen auch ektoparasitär von Blättern und Blütenknospen ernähren.
Viele Arten der Gattung leben auch von Pilzen, diese Arten sind meist im Boden oder im Benthos in Gewässern verbreitet. Sie haben im Allgemeinen kürzere Stylets (kleiner 8 Mikrometer) als die Arten, die sich von Pflanzen ernähren.

## Systematik
Die Gattung ist groß und enthält aktuell mehr als 150 Arten. Einige bekannte Arten sind:
- Aphelenchoides besseyi Christie, 1942
- Aphelenchoides bicaudatus (Imamura, 1931) Filipjev & Schuurmans Stekhoven, 1941
- Aphelenchoides clarus Thorne & Malek, 1968
- Aphelenchoides confusus Thorne & Malek, 1968
- Aphelenchoides dactylocercus Hooper, 1958
- Aphelenchoides fragariae (Ritzema-Bos, 1890) Christie, 1932
- Aphelenchoides obtusus Thorne & Malek, 1968
- Aphelenchoides parietinus (Bastian, 1865) Steiner, 1932
- Aphelenchoides sacchari Hooper, 1958
- Aphelenchoides vigor Thorne & Malek, 1968